# Gablenz (Stollberg)
Gablenz ist ein Ortsteil der Großen Kreisstadt Stollberg im sächsischen Erzgebirgskreis. Er wurde am 1. Januar 1974 nach Stollberg/Erzgeb. eingemeindet.

## Geographie

### Geographische Lage und Verkehr

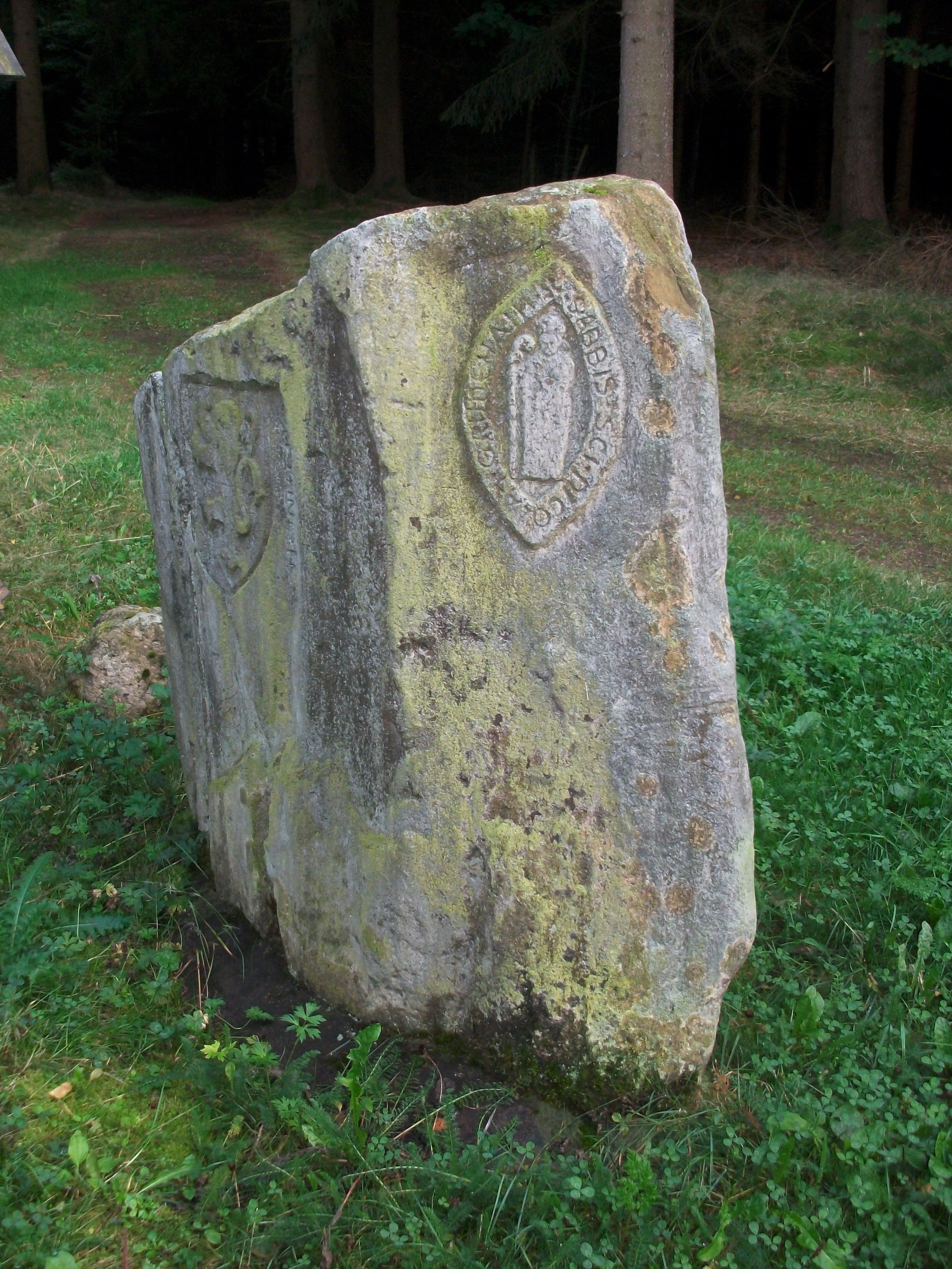
Dreilagenstein im Streitwald, Grünhainer Seite (Gablenz)

Das doppelreihige Waldhufendorf Gablenz liegt im Westerzgebirge am Gablenzbach. Die Bundesstraße 169, die Stollberg mit Aue verbindet, durchzieht die gesamte Ortslage von Gablenz. Der Katzenstein liegt etwas südöstlich von Gablenz in Richtung Affalter. Östlich des Dorfes befindet sich der Streitwald mit dem Dreilagenstein.

### Nachbarorte
|          | Mitteldorf                                  | Brünlos      |
| Oberdorf | Kompassrose, die auf Nachbargemeinden zeigt | Dorfchemnitz |
| Beutha   | Streitwald                                  |              |

## Geschichte

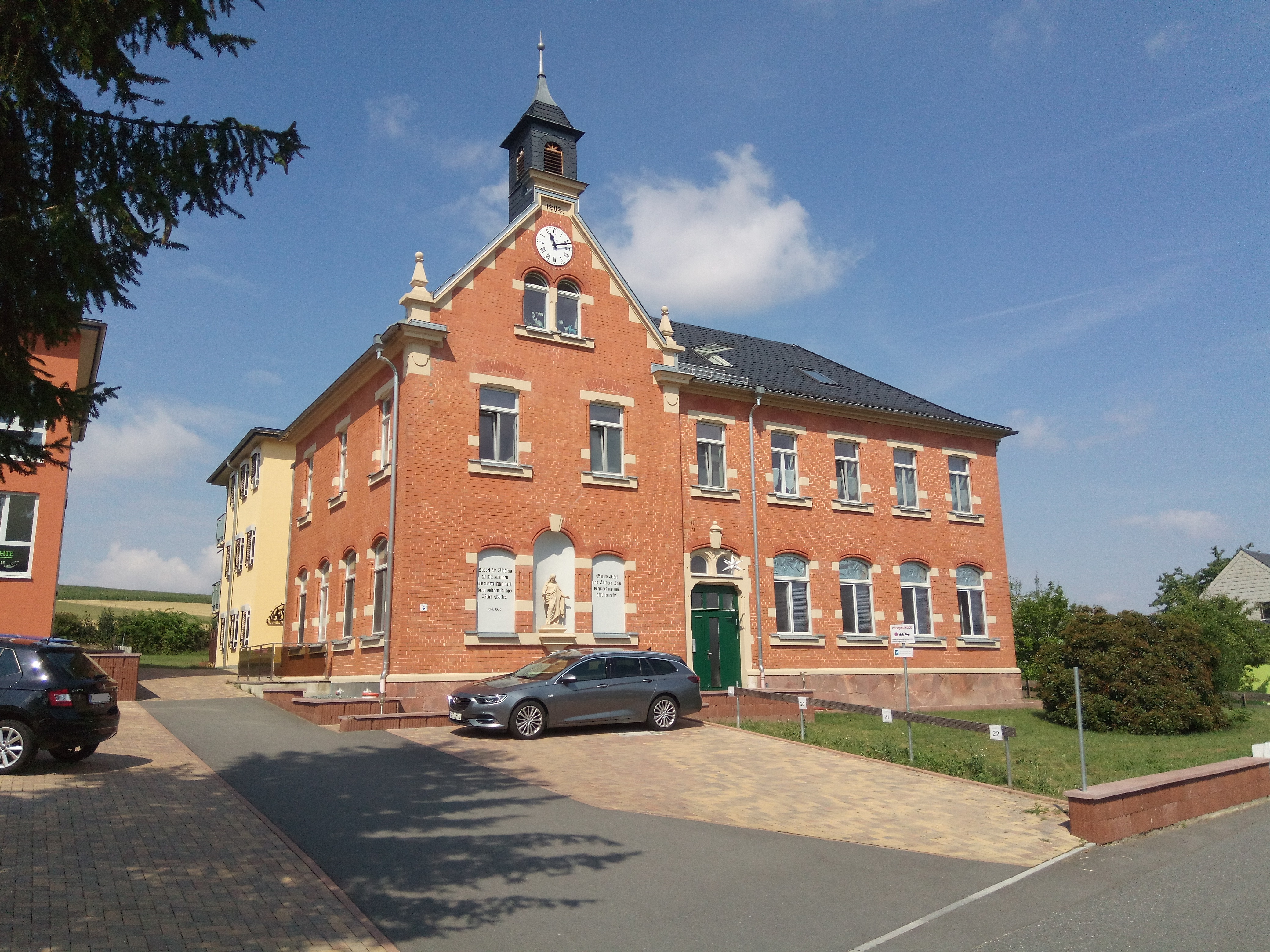
Ehemalige Schule, 1898 erbaut

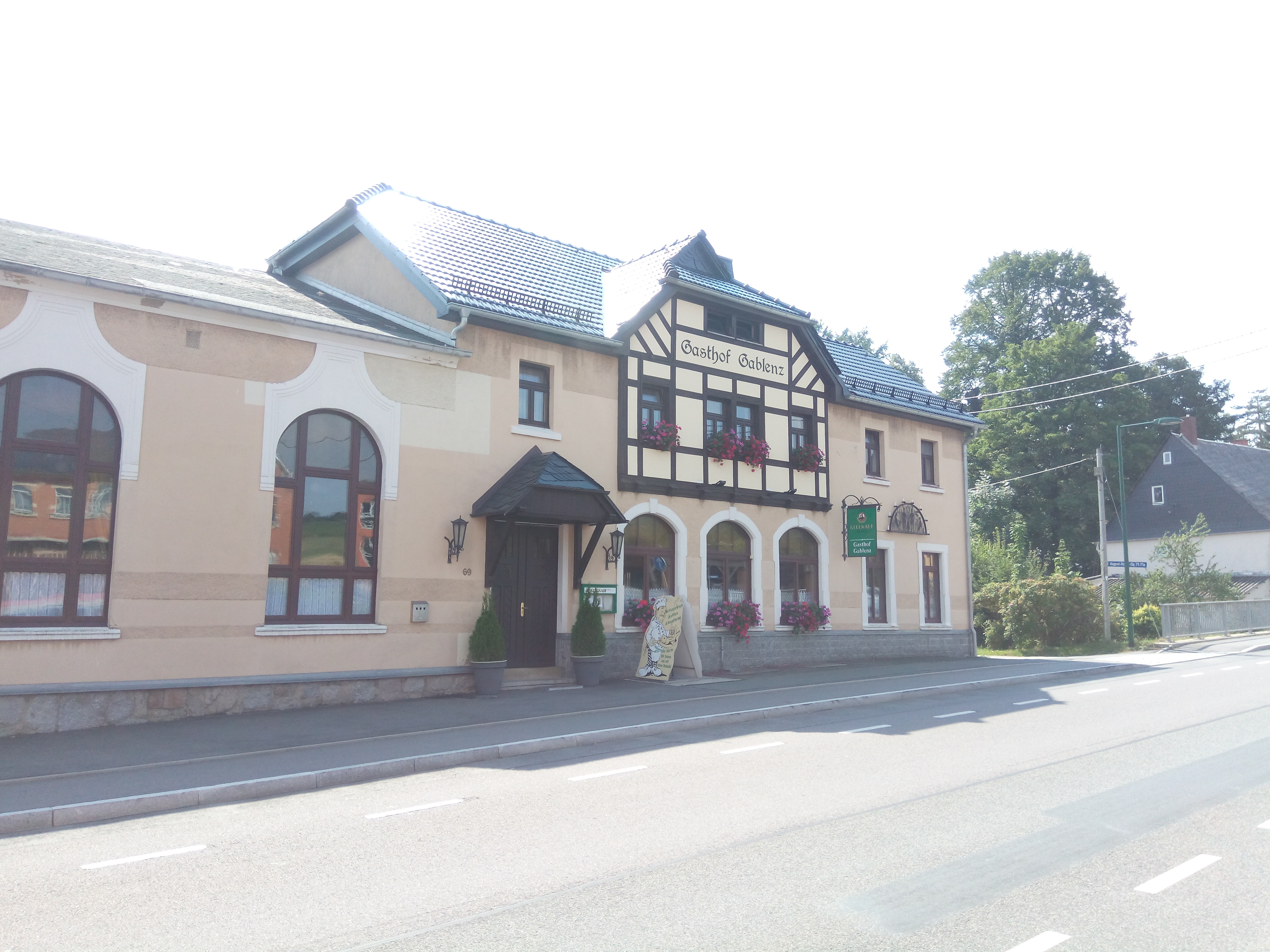
Gasthof

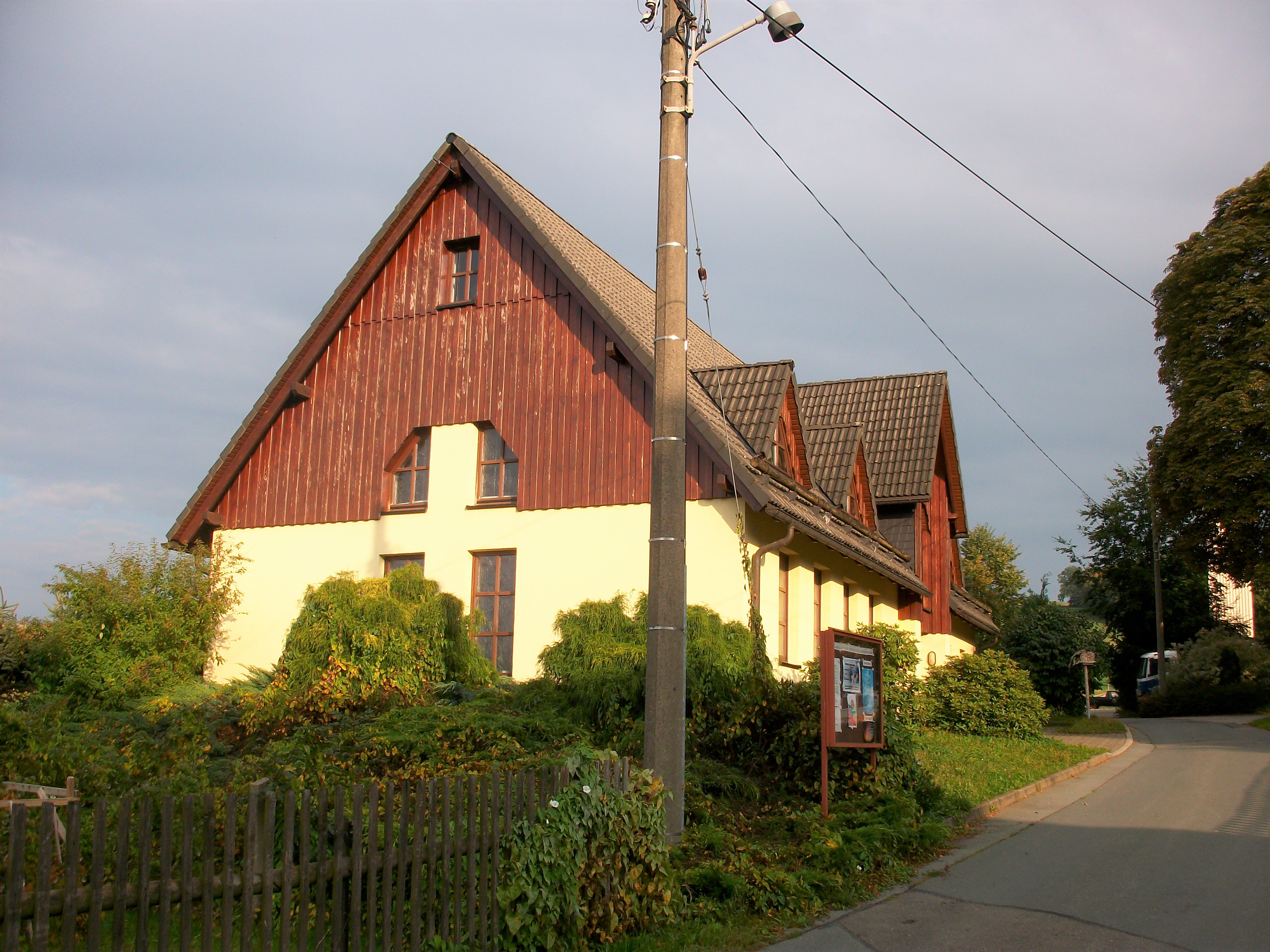
Landeskirchliche Gemeinschaft

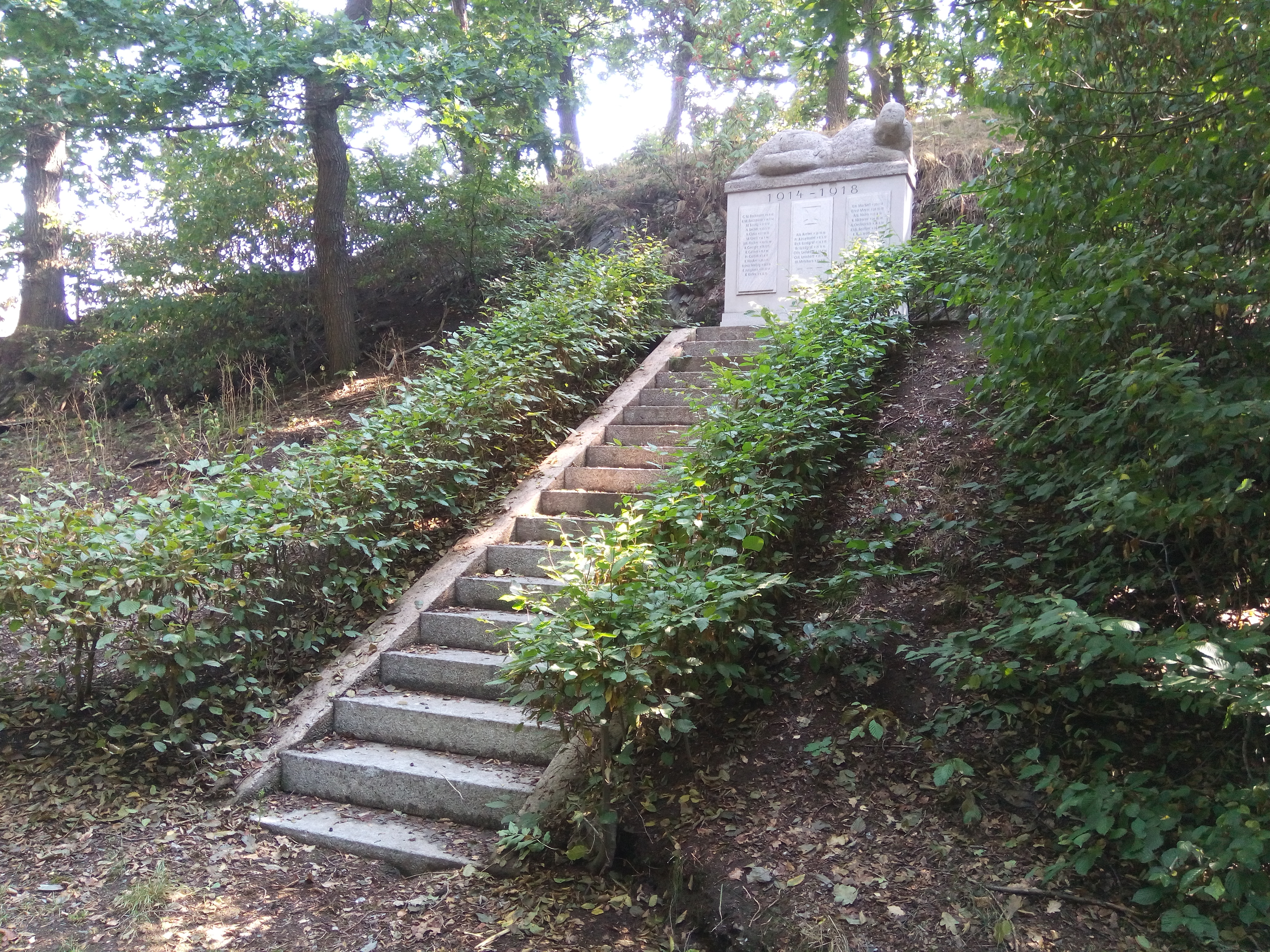
Ehrenmal für die Gefallenen des Ersten Weltkrieges

### Entstehungs- und Verwaltungsgeschichte (Mittelalter bis Gegenwart)
Die Flur des im Spätmittelalter angelegten Dorfes wurde wahrscheinlich schon zwischen 1240 und 1250 gemeinsam mit Zwönitz, Kühnhaide und Günsdorf von dem Burggrafen von Starkenberg als Besitzer der Herrschaft Stollberg an das Kloster Grünhain abgetreten. Die urkundliche Ersterwähnung als Gabelencz stammt aus dem Jahre 1460 und ist im Terminierbuch der Zwickauer Franziskaner zu finden. Der Ortsname ist wahrscheinlich von dem altsorbischen Jablonica abgeleitet und bedeutet Apfelbaum-Bach.
Im Zuge der Einführung der Reformation wurde das Kloster Grünhain im Jahr 1533 aufgelöst und sein Kerngebiet als kursächsisches Amt Grünhain verwaltet. Das Amtsdorf Gablenz gehörte bis 1843 als Exklave zum kursächsischen bzw. königlich-sächsischen Amt Grünhain und danach zum königlich-sächsischen Amt Stollberg. Im Jahr 1856 kam der Ort zum Gerichtsamt Stollberg und 1875 zunächst zur Amtshauptmannschaft Chemnitz. Am 1. Juli 1910 wurde aus dem südwestlichen Teil der Amtshauptmannschaft Chemnitz die Amtshauptmannschaft Stollberg gebildet, zu der nun auch Gablenz gehörte. Als Teil der 1939 in Landkreis Stollberg umbenannten Amtshauptmannschaft Stollberg gehörte Gablenz ab dem 8. Mai 1945 für 42 Tage zum Unbesetzten Gebiet im Westerzgebirge. Nach Auflösung des Kreises Stollberg im Jahre 1950 gehörte Gablenz bis zur Neugründung des Kreises Stollberg im Jahre 1952 zum Kreis Aue. Dieser neue Kreis Stollberg lag im Bezirk Chemnitz (1953 in Bezirk Karl-Marx-Stadt umbenannt).
Die Eingemeindung von Gablenz nach Stollberg erfolgte am 1. Januar 1974. Als Ortsteil der Stadt Stollberg gehörte Gablenz ab 1990 zum sächsischen Landkreis Stollberg, der 2008 im Erzgebirgskreis aufging.

### Frühe Neuzeit
Gablenz war über die Jahrhunderte vor allem bäuerlich geprägt, wie auch heute noch gut erhaltene Gehöftanlagen mit Verschieferungen und Verbretterungen das Ortsbild bestimmen. Daneben wurde vor Ort aber auch reger Bergbau betrieben. Oberhalb der Buschmühle, auf der östlichen Seite des Gablenzbachs ist für 1572 die Grube Hoffnung Gottes nachgewiesen. Im oberen Dorfteil baute 1579 die Gewerkschaft Güldener Erzengel auf einen Gang in Richtung Beutha. Wohl dem Bergbau sind die erheblichen Freiheiten des Dorfs zuzuschreiben, die in der Rüge von 1627 nachgewiesen sind. Demnach besaß Gablenz das Recht auf freien Fischfang, freie Niederwildjagd, Befreiung von Bierzwang und Salzmonopol sowie freies Backen. Weiterhin war gestattet Wirkgestelle aufzustellen, was sonst den Städten vorbehalten war. Strumpfwirkerei war bis in das 19. Jahrhundert vor Ort weit verbreitet, wie August Schumann berichtet. Ebenso nennt er etwas Hopfenanbau.

### 19. Jahrhundert
In den Jahren 1832/33 wurde die durch Gablenz führende Staatsstraße nach Lößnitz gebaut. 1873/74 wurde mit dem Bau der geplanten Eisenbahnstrecke Stollberg-Gablenz-Zwönitz durch eine Privatgesellschaft begonnen. Da diese jedoch in Konkurs geriet, musste der Bahnbau wieder eingestellt werden.
Im 19. Jahrhundert wurde eine Nebenschule der Stollberger Schule im Dorf eingerichtet. 1898 wurde das rot geziegelte Schulgebäude errichtet, welches bis in die DDR-Zeit den Schülern der Volksschule bzw. Unterstufe Platz bot. 2019 wurden die Räume zu Mietwohnungen umgebaut.

### 20. Jahrhundert
1911 erfolgte die Versorgung des Ortes mit elektrischem Licht. Im Ersten Weltkrieg hatte Gablenz 35 gefallene Soldaten zu beklagen, für die ein Ehrenmal errichtet wurde. 1926/27 wurde das Gemeindeamt erbaut. 1930 wurde die Freiwillige Feuerwehr Gablenz gegründet.
Das größte Unternehmen im Ort war die 1904 gegründete Strumpffabrik der Gebrüder Ebert. Anfangs mit wenigen Arbeitern und spärlichem Fabrikationsraum ausgestattet, wurde die Firma nach und nach vergrößert und 1925 schließlich ein neuer großer Fabrikbau errichtet. Strümpfe aus Gablenz wurden ab 1911 über Chemnitz deutschlandweit verkauft. Zeitweise waren im Betrieb mehr als 200 Gefolgschaftsmitglieder beschäftigt. In der DDR wurde das Fabrikgebäude vom VEB Wäschekombinat Lößnitz genutzt und die ehemalige Fabrikantenvilla in einen Kindergarten umfunktioniert.
In Gablenz gründeten sich mir der Zeit zahlreiche Vereine. Im Adressbuch für 1929 sind folgende aufgeführt: Arbeiterradfahrerverein, Bildungsverein, Ev.-luth. Jungfrauenverein, Frauenverein, Gesangverein, Landwirtschaftlicher Verein, Militärverein, Obst- und Gartenbauverein, Schützenverein, Turnverein.

## Entwicklung der Einwohnerzahl
| Jahr | Einwohnerzahl                                            |
| ---- | -------------------------------------------------------- |
| 1551 | 19 besessene Mann, 8 Häusler und Hausgenossen, 4 ½ Hufen |
| 1764 | 19 besessene Mann, 4 Gärtner, 11 Häusler                 |
| 1834 | 348                                                      |
| 1871 | 609                                                      |

| Jahr | Einwohnerzahl |
| ---- | ------------- |
| 1890 | 714           |
| 1910 | 710           |
| 1925 | 794           |
| 1939 | 862           |

| Jahr | Einwohnerzahl |
| ---- | ------------- |
| 1946 | 957           |
| 1950 | 1125          |
| 1964 | 871           |

## Kirche/Religion/Glaube
Der größte Teil der Gablenzer Bevölkerung war zumindest bis zu Beginn der DDR-Zeit evangelisch-lutherisch geprägt. So waren im Jahr 1925 von den 794 Dorfbewohnern 733 evangelisch-lutherisch. Der Ort hatte kein eigenes Kirchengebäude, sondern war und ist auch heute zur St.-Jacobi-Kirche in Stollberg gepfarrt. Jedoch wurden bereits im 19. Jahrhundert in Gablenz regelmäßig einmal im Monat Gottesdienste, Kindergottesdienste und Bibelstunden abgehalten, die zunächst im Schulgebäude, später dann in den Räumen der hiesigen Landeskirchlichen Gemeinschaft (LKG) stattfanden. Die Gablenzer LKG formierte sich seit dem Jahr 1932 und ist seit 1996 in einem eigenen Neubau untergebracht.